# Беренброк
Беренброк (нем. Berenbrock) — община в Германии, в земле Саксония-Анхальт. 
Входит в состав района Оре. Подчиняется управлению Эбисфельде-Кальфёрде.  Население составляет 284 человека (на 31 декабря 2006 года). Занимает площадь 12,97 км².